# Хуан де Диос де Сильва-и-Мендоса-и-Аро
Хуан де Диос Сильва-и-Мендоса (исп. Juan de Dios Silva y Mendoza; 13 ноября 1672, Пастрана — 9 декабря 1737, Мадрид) — испанский дворянин и гранд, 10-й герцог дель Инфантадо, 13-й граф Сальданья, 10-й маркиз Аргуэсо, 10-й маркиз де Кампоо, 11-й маркиз Сантильяна, 11-й граф Реал-де-Мансанарес, 8-й маркиз Сенете, 9-й граф дель-Сид, 8-й герцог Лерма, 8-й маркиз Сеа, 8-й граф Ампудия, 6-й герцог де Эстермера, 6-й герцог Пастрана, 7-й герцог де Франкавилья, 6-й маркиз Альменара, 7-й маркиз Архесилья, сеньор де Мендоса, Ита и Буитраго. Пожизненный алькайд Сорита-де-лос-Канес, Симанкаса и Тордесильяса, дворянин палаты Карлоса II и Филиппа V, кавалер Ордена Калатравы.

## Биография
Родился 13 ноября 1672 года в Пастране. Старший сын Грегорио Марии де Сильва-и-Мендоса, 9-го герцога дель Инфантадо и 5-го герцога Пастрана (1649—1693), и Марии де Аро-и-Гусман (1644—1693), дочери Луиса Мендеса де Аро-и-Гусмана (1603—1661), 1-го герцога Монторо и 2-го графа-герцога де Оливареса, 6-го маркиза дель Карпио и 2-го маркиза де Эльче, 2-го графа Моренте.
1 сентября 1693 года после смерти своего отца Хуан де Диос Сильва-и-Мендоса унаследовал титулы 9-го герцога дель Инфантадо, 6-го герцога Эстермера, 6-го герцога Пастрана, 7-го герцога Франкавилья и 8-го герцога Лерма, а также ряд маркизатов и графств.
Он поклялся в верности королю Филиппу V де Бурбону, дворянином которого некоторое время был, и даже принял его в своем дворце в Гвадалахаре (первый раз по прибытии монарха в Испанию, второй раз в 1702 году, когда он переехал в Италия, а третий в следующем году, когда он вернулся). Однако в 1706 году австрийцы вторглись в Мадрид, и герцог дель Инфантадо решил удалиться в свои владения Алькарреньо. В них он приветствовал многих представителей линии Мендосы, чьей поддержкой был эрцгерцог Карл Габсбург, но без непосредственного участия в войне. Эта двусмысленность привела к тому, что он был сослан в Гранаду и привлечен к ответственности в 1710 году, хотя позже он был признан невиновным.
Хуан де Лиос де Сильва-и-Мендоса скончался 9 декабря 1737 года, оставив имение в руках своей дочери Марии Франсиски, которая правила герцогским домом как вдова в течение тридцати трех лет.

## Брак и потомство
7 сентября 1704 года он женился на Марии Терезе Гутьеррес де лос Риос Сапата-и-Кордова, придворной даме королевы и дочери Франсиско Диего Гутьеррес де лос Риос Гутьеррес де лос Риос, 3-го графа Фернана-Нуньеса (1644—1721), и Каталина Сапата де Силва. У супругов были следующие дети:
- Хоакин де Сильва-и-Гутьеррес де лос-Риос, 16-й граф Сальданья
- Мария Франсиска де Сильва и Гутьеррес де лос Риос (1707—1770), наследница отца, 11-я герцогиня дель Инфантадо и т. д. Её мужем был Мигель де Толедо и Кордова, 10-й маркиз де Тавара и 8-й граф де Вильяда (+ 1734)
- Мария Тереза де Сильва-и-Гутьеррес де лос-Риос, 1-й муж — Мануэль Пиментель де Борха-и-Вигиль де Киньонес, 14-й граф де Луна и 16-й граф де Майорга (1700—1735), 2-й муж — Хоакин Понсе де Леона, 8-й герцог Аркос (+ 1743)
- Мария Агустина Рамона де Сильва-и-Гутьеррес-де-лос-Риос, вышедшая замуж за Франсиско Фернандес де ла Куэва-и-де-ла-Серда (1692—1757), 11-го герцога Альбуркерке, 11-го графа Ледесма и Уэльма, 11-го маркиза Куэльяра, 5-го маркиза Кадреита и 7-го графа де ла Торре.
- Агустин де Сильва-и-Мендоса, 17-й граф Сальданья
- Фернандо де Силва-и-Мендоса
- Грегорио де Сильва-и-Мендоса, 18-й граф Сальданья
- Франсиска де Сильва-и-Мендоса, умершая очень молодой.